# Mexická rallye 2008

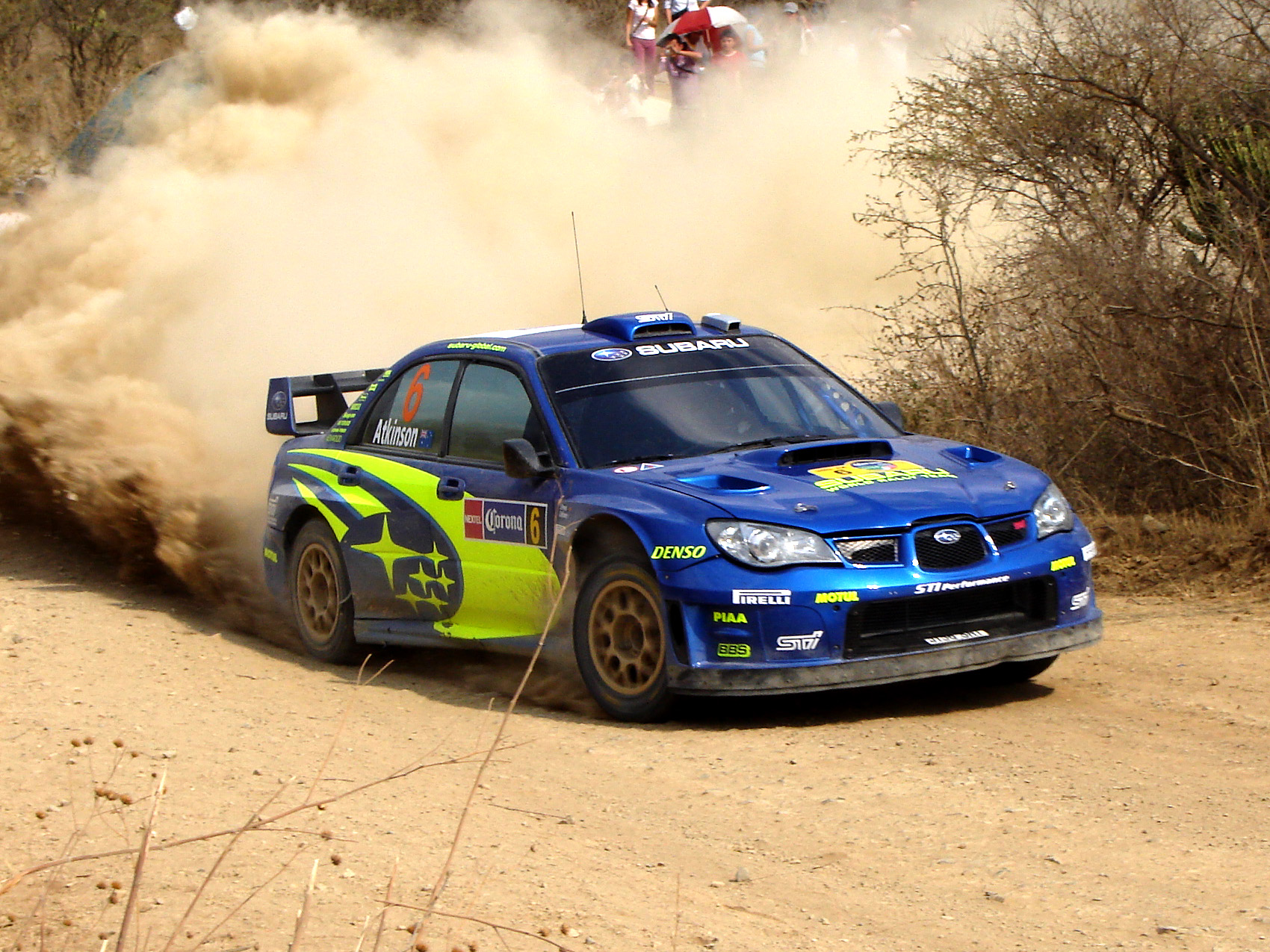
Chris Atkinson

Mexická rallye 2008 byla třetím podnikem Mistrovství světa v rallye 2008. Vítězem se stal Sebastien Loeb s vozem Citroën C4 WRC.

## Průběh soutěže
První test vyhrál Jari-Matti Latvala s vozem Ford Focus RS WRC. Dani Sordo s druhým Citroënem odstoupil. Toni Gardemeister měl u svého Suzuki SX4 WRC problémy s motorem. Loeb vyhrál druhý a třetí test. Henning Solberg poškodil zavěšení a Gardemeister měl další technické problémy a oba ztráceli. Gianluigi Galli ztratil čas v příkopu a Per-Gunnar Andersson s druhým Suzuki po závadě odstoupil. Čtvrtý test vyhrál Petter Solberg se Subaru Impreza WRC. Galli opět havaroval a musel odstoupit. Odstoupil také Gardemeister. Pátou a šestou zkoušku vyhrál Latvala a udržoval náskok před Loebem. Na třetím místě byl Chris Atkinson před týmovým kolegou Petterem Solbergem a Mikko Hirvonenem s druhým Fordem.
V druhé etapě získal Loeb řadu dílčích vítězství v testech a posunul se do čela. Latvala zůstával těsně za ním. Petter Solberg po technické poruše musel odstoupit. Na třináctém testu mu praskla hadice turbodmychadla a propadl se za Atkinsona. Henning Solberg bojoval s Hirvonenem o čtvrtou pozici. Ve třetí etapě získal Latvala jedno vítězství, ale přes to zůstal na třetí pozici. Na čtvrtou se posunul Hirvonen.

## Výsledky
1. Sebastien Loeb, Daniel Elena - Citroën C4 WRC
2. Chris Atkinson, Stephane Prevot - Subaru Impreza WRC
3. Jari-Matti Latvala, Mikka Anttila - Ford Focus RS WRC
4. Mikko Hirvonen, Jarmo Lehtinen - Ford Focus RS WRC
5. Henning Solberg, Cato Menkerud - Ford Focus RS WRC
6. Matthew Wilson, Scott Martin - Ford Focus RS WRC
7. Federico Villagra, Perez Companc - Ford Focus RS WRC
8. Sebastien Ogier, Julien Ingrassis - Citroën C2 S1600
9. Jaan Mölder, Frederic Miclotte - Suzuki Swift S1600
10. Michal Kosciuszko, Maciej Szczepaniak - Suzuki Swift S1600